# Mortal Kombat: Annihilation
Mortal Kombat: Annihilation (bra: Mortal Kombat - A Aniquilação; prt: Combate Mortal 2) é o segundo filme baseado na série de jogos eletrônicos Mortal Kombat, com ênfase no terceiro jogo. Lançado em 1997, é a continuação direta de Mortal Kombat - O Filme.

## História
Após vencer o torneio Mortal Kombat, a Terra estaria livre da invasão de Shao Kahn e seu exército de guerreiros por uma geração, até o próximo torneio. Porém, o desejo de obter o Reino da Terra, fez o imperador desafiar os Deuses Anciães e quebrar as regras impostas por eles. Um portal entre a Exoterra e a Terra foi aberto, a invasão foi feita e os humanos foram atacados sem estarem preparados para o combate.
O imperador maligno Shao Kahn abre um portal da Exoterra no Plano Terreno (Reino da Terra), trazendo consigo a falecida mãe de Kitana, a rainha Sindel. O Plano Terreno corre o risco de ser absorvido para Exoterra em seis dias, um destino que Liu Kang e os outros devem impedir que aconteça. Johnny Cage morre pelas mãos do imperador durante o primeiro combate, quebrando seu pescoço, e os guerreiros restantes do Plano Terreno decidem se reagrupar para pensar em um plano para derrotar Kahn. Sonya se sente culpada pela morte de Johnny e pede ajuda a seu antigo parceiro, Jax Briggs.
Eles acabam enfrentando o cyborg Cyrax, que é derrotado pela dupla. Jax se separa ao se desentender com Sonya, que é atacada por Mileena. Ambas travam uma verdadeira luta livre na lama. No final, Sonya sai vitoriosa, Jax, por fim, aparece para ajudá-la e ambos fazem as pazes. Já Kitana e Liu Kang buscam por um xamã nativo americano chamado Nightwolf, que aparentemente sabe a forma para derrotar Kahn. No caminho, eles confrontam o cyborg Smoke. Kitana e Liu Kang conseguem derrotá-lo com a ajuda de Sub-Zero, mas Scorpion aparece de surpresa e ataca todos. Numa luta equilibrada para os dois lados, Scorpion quase derruba Sub-Zero num precipício, mas Liu Kang consegue salvá-lo, nesse momento de descuido, Scorpion sequestra Kitana, que desde o principio era o seu alvo.
Raiden se reúne com os Deuses Anciães e pergunta a eles por que Kahn foi autorizado a quebrar as regras do torneio para que o Plano Terreno sofresse tal caos, e como ele pode ser impedido. As respostas que ele recebe são escassas e ambíguas, um diz que Kitana deve se reunir com sua mãe Sindel e que esta é a chave para quebrar os planos de Kahn, mas o outro Deus Ancião insiste que a derrota de Kahn é a solução. Raiden é então questionado pelos deuses sobre seus sentimentos e obrigações para com os mortais, e o que ele estaria disposto a fazer para garantir a sobrevivência deles. Liu Kang encontra Nightwolf, que lhe ensina sobre o poder da animalidade, uma forma selvagem que utiliza os pontos fortes das habilidades do corpo humano. Para alcançar a mentalidade animalesca era necessário adquirir esse poder e Liu Kang deveria passar por três testes.
A primeira é uma prova de sua auto-estima e foco. A segunda vem em forma de tentação, que se manifesta na forma de Jade, que tenta seduzi-lo para fazê-lo esquecer Kitana. Liu Kang resiste aos avanços de Jade e esta se impressiona. Ela oferece sua ajuda na luta contra Kahn, que Liu Kang aceita, levando-a com ele ao templo dos Deuses Anciães, onde ele e seus amigos se reunirão com Raiden. O terceiro teste nunca jamais foi visto. No templo, os guerreiros do Plano Terreno se reúnem com Raiden e descobrem que ele sacrificou sua imortalidade livremente para lutar ao lado deles. Juntos, eles seguem o caminho para Exoterra, para resgatar Kitana e reuni-la com Sindel.
Com a ajuda de Jade, Liu Kang foge do castelo de Kahn e resgata Kitana, enquanto os outros encontram Sindel. Infelizmente, Sindel ainda permanece sob o controle de Kahn, e ela escapa, enquanto um trio de Raptors armam uma embosca para os heróis e Jade revela ser uma espiã enviado por Kahn para atrapalhar os planos dos heróis. Raiden revela que Shao Kahn é seu irmão e que o Deus Ancião Shinnok é o seu pai. Ele percebe que Shinnok havia mentido para ele, por estar apoiando Kahn. Com propósito renovado, Raiden e os guerreiros do Plano Terreno seguem para o confronto final com Kahn e seus generais. Shinnok exige que Raiden submeta-se a ele para restaurar sua família desunida, à custa de seus amigos mortais. Raiden se recusa e é morto por uma explosão de energia de Shao Kahn.
Jax, Sonya e Kitana lutam contra os generais de Kahn: Motaro, Ermac e Sindel respectivamente, e saem vitoriosos. Liu Kang enfrenta Kahn, e sua animalidade mal prova ser eficaz. Shinnok tenta intervir e matar Liu Kang em nome de Kahn, mas dois dos Deuses Anciães chegam, após terem descoberto a traição de Shinnok. Eles declaram que o destino da Terra será decidido no Mortal Kombat, então Liu Kang finalmente derrota Kahn, e Shinnok é banido para o Submundo. O Plano Terreno reverte para o seu estado anterior e, como esperado, o efeito de Kahn sobre Sindel é quebrado, fazendo com que ela se reconcilie com sua filha, Kitana. Raiden é revivido pelos Deuses Anciães, que concedem a ele a posição que era de seu pai. E mais uma vez, os heróis do Plano Terreno saem triunfantes.[carece de fontes?]

## Elenco[4][7]
- Robin Shou como Liu Kang
- Sandra Hess como Sonya Blade
- Talisa Soto como Kitana
- James Remar como Raiden
- Lynn "Red" Williams como Jax
- Brian Thompson como Shao Kahn
- Keith Cooke como Sub-Zero
- Irina Pantaeva como Jade
- Musetta Vander como Sindel
- Reiner Schöne como Shinnok
- Chris Conrad como Johnny Cage
- J.J. Perry como Scorpion / Cyrax
- Marjean Holden como Sheeva
- Litefoot como Nightwolf
- Dennis Keiffer como Baraka
- Deron McBee como Motaro
- John Medlen como Ermac
- Tyrone Cortez Wiggins como Rain
- Ridley Tsui como Smoke
- Dana Hee como Mileena
- Carolyn Seymour como Deusa da Água (Suijin)
- Lance Legault como Deus do Fogo (Argus)

## Elenco brasileiro
| Personagens     | Dublagem Brasileiro | Redublagem Brasileiro (2004) |
| Liu Kang        | Élcio Sodré         | Alexandre Moreno             |
| Raiden          | Carlos Campanile    | Mauro Ramos                  |
| Princesa Kitana | Marli Bortoletto    | Andrea Murucci               |
| Sonya Blade     | Cecília Lemes       | Sylvia Salustti              |
| Shao Kahn       | Affonso Amajones    | Ricardo Schnetzer            |
| Jax Briggs      | Wellington Lima     | Maurício Berger              |
| Shinnok         | Ricardo Nóvoa       | Luiz Carlos Persy            |
| Sindel          | Maralisi Tartarini  | Carla Pompílio               |
| Jade            | Raquel Marinho      | Ana Lúcia Menezes            |
| Sub-Zero        | Figueira Júnior     | Luiz Feier Motta             |
| Nightwolf       | Sérgio Moreno       | Sérgio Muniz                 |
| Sheeva          | Isabel de Sá        | Mabel Cezar                  |
| Johnny Cage     | Figueira Júnior     | Peterson Adriano             |
| Ermac           | Marcelo Pissardini  | Duda Ribeiro                 |
| Rain            | Fritz Gianvito      | Marco Antônio Costa          |
| Mileena         | Isabel de Sá        | Sheila Dorfman               |
| Cyrax           | Jonas Mello         | Philippe Maia                |
| Scorpion        | Fritz Gianvito      | Eduardo Dascar               |
| Baraka          | ???                 | Waldyr Sant'anna             |
| Motaro          | ???                 | Ronaldo Júlio                |
| Smoke           | ???                 | Hércules Franco              |
| Argus           | Jonas Mello         | Ednaldo Lucena               |
| Suijin          | Helena Samara       | Geisa Vidal                  |

## Trilha sonora
A trilha sonora de Mortal Kombat: Annihilation foi lançada em 28 de Outubro de 1997 pela TVT Records, e engloba gêneros como Heavy Metal, Techno e Rock Industrial. O tema Mortal Kombat (usado também no primeiro filme) é de autoria de Praga Khan e Oliver Adams.
| Mortal Kombat: Annihilation – Original Motion Picture Soundtrack |                                                     |                                    |         |  |
| N.º                                                              | Título                                              | Artist                             | Duração |  |
| 1.                                                               | "Theme from Mortal Kombat (Encounter the Ultimate)" | The Immortals                      | 3:19    |  |
| 2.                                                               | "Engel"                                             | Rammstein                          | 4:24    |  |
| 3.                                                               | "Megalomaniac"                                      | KMFDM                              | 4:19    |  |
| 4.                                                               | "Almost Honest (Danny Saber Mix)"                   | Megadeth                           | 4:01    |  |
| 5.                                                               | "Genius"                                            | Pitchshifter                       | 4:07    |  |
| 6.                                                               | "Fire"                                              | Scooter                            | 3:14    |  |
| 7.                                                               | "Back On a Mission"                                 | Cirrus                             | 3:38    |  |
| 8.                                                               | "Panik Kontrol"                                     | Psykosonik                         | 3:22    |  |
| 9.                                                               | "Anomaly (Calling Your Name) (Granny's 7" Edit)"    | Libra Presents Taylor              | 4:02    |  |
| 10.                                                              | "Ready or Not (Ben Grosse Kombat Mix)"              | Manbreak                           | 3:43    |  |
| 11.                                                              | "Conga Fury"                                        | Juno Reactor                       | 5:40    |  |
| 12.                                                              | "I Won't Lie Down (Kombat Mix)"                     | Face to Face                       | 3:22    |  |
| 13.                                                              | "Brutality"                                         | Urban Voodoo                       | 4:28    |  |
| 14.                                                              | "Leave U Far Behind (V2 Instrumental Mix)"          | Lunatic Calm                       | 3:09    |  |
| 15.                                                              | "We Have Explosive (Radio Edit)"                    | The Future Sound of London         | 3:26    |  |
| 16.                                                              | "Two Telephone Calls and an Air Raid"               | Shaun Imrei                        | 4:43    |  |
| 17.                                                              | "Death is the Only Way Out"                         | Joseph Bishara                     | 3:04    |  |
| 18.                                                              | "X-Squad (Original Motion Picture Score)"           | George S. Clinton feat. Buckethead | 2:34    |  |
| 19.                                                              | "Theme from Mortal Kombat (Chicken Dust Mix)"       | Kasz & Beal                        | 3:33    |  |
| Duração total:                                                   | Duração total:                                      | Duração total:                     | 72:08   |  |

## Recepção
Mortal Kombat: A Aniquilação tem 2% de aprovação, baseado em 43 análises, no site Rotten Tomatoes.

## Reboot
Apesar de terem havido planos para uma continuação de Mortal Kombat: A Aniquilação, eles nunca se concretizaram. A New Line Cinema, produtora do filme, acabou optando por um reboot da série, lançado em 2021 sob o título Mortal Kombat.